# Prenderol
El prenderol, nombre común del 2,2-dietil-1,3-propanodiol, es un diol de fórmula molecular C7H16O2. Su estructura corresponde a la del 3,3-dimetilpentano —hidrocarburo ramificado de siete átomos de carbono— con un grupo hidroxilo (-OH) unido a cada uno de los dos grupos metilo.

## Propiedades físicas y químicas
El prenderol es un sólido de color beige muy claro que tiene su punto de fusión a 62 °C y su punto de ebullición (a 50 mmHg) a 160 °C.
Posee una densidad ligeramente inferior a la del agua, 0,950 g/cm³.
El logaritmo de su coeficiente de reparto, logP = 0,72, indica una solubilidad mayor en disolventes apolares que en agua.
Es incompatible con agentes oxidantes fuertes.

## Síntesis y usos
El prenderol puede ser sintetizado tratando una mezcla de 2-etilbutiraldehído y formaldehído con hidróxido de potasio en etanol.
Otro procedimiento para obtener este diol consiste en hacer reaccionar barbital con borohidruro de sodio (NaBH4) a temperatura ambiente, proceso que también genera urea.
A su vez, el prenderol se ha usado en la síntesis de carbamatos químicamente relacionados con el meprobamato, empleados en la investigación farmacológica del sistema nervioso central.
El prenderol ha sido utilizado (1950-1970) en medicina, como fármaco para aliviar la ansiedad en pacientes con trastornos mentales, ya que posee propiedades anticonvulsivas y acción depresora de reflejos multisinápticos.
También se ha empleado para tratar las denominadas crisis de ausencia, ya que parece actuar sobre los mecanismos multisinápticos de la médula espinal y del mesencéfalo. Por otra parte, se ha propuesto su uso para la producción de ciertos fármacos que inhiben la citocina o la actividad biológica del MIF, asociada a enfermedades inflamatorias o cancerosas.
Otro uso diferente de este diol es en la manufactura de láminas delgadas ferroeléctricas basadas en bismuto, candidatas para sustituir a los tóxicos ferroeléctricos convencionales basados en plomo.

## Precauciones
Este compuesto causa irritación en los ojos y puede también ocasionar irritación en la piel y en el tracto respiratorio. Es tóxico si se ingiere.
Es combustible y tiene su punto de inflamabilidad a 102 °C.